# Pallavolo ai VII Giochi panamericani - Torneo femminile
Il VI campionato di pallavolo femminile ai Giochi panamericani si è svolto dal 13 al 25 ottobre 1975 a Città del Messico, in Messico, durante i VII Giochi panamericani. Al torneo hanno partecipato 7 squadre nazionali nordamericane e sudamericane e la vittoria finale è andata per la seconda volta consecutiva a Cuba.

## Squadre partecipanti
| - Brasile - Canada - Cuba - Messico - Perù - Porto Rico - Stati Uniti |

## Classifica finale
| Classifica | Squadre     |
| ---------- | ----------- |
|            | Cuba        |
|            | Perù        |
|            | Messico     |
| 4          | Canada      |
| 5          | Brasile     |
| 6          | Stati Uniti |
| 7          | Porto Rico  |